# ボグダン・グスコフ
ボグダン・グスコフ（Bogdan Guskov、1992年9月12日 - ）は、ウズベキスタンの男性総合格闘家。ドゥケント出身。GOR MMA/アメリカン・トップチーム所属。UFC世界ライトヘビー級ランキング10位。

## 来歴
ウズベキスタンのドゥケントの貧しい家庭で生まれ育つ。幼少期から陸上競技やバレーボールを経験し、その後ジムに通い始めると、友人と共にガレージで格闘技のトレーニングを始め、ストリートファイトを行うようになった。母親はグスコフが格闘技に取り組むことに反対していたため、叔母がボクシングとキックボクシングのトレーニング費用を工面した。19歳の時にロシアのモスクワへ移住し、ナイトクラブのバウンサーとして働きながら22歳でプロ総合格闘技デビュー。

### UFC
2023年9月2日、UFC初参戦となったUFC Fight Night: Gane vs. Spivakでライトヘビー級ランキング9位のヴォルカン・オーズデミアと対戦し、リアネイキドチョークで1R一本負け。
2024年2月10日、UFC Fight Night: Hermansson vs. Pyferでザック・パウガと対戦し、スタンドパンチ連打で1RKO勝ち。パフォーマンス・オブ・ザ・ナイトを受賞した。
2024年4月27日、UFC on ESPN: Nicolau vs. Perezでライトヘビー級ランキング11位のライアン・スパンと対戦し、右ストレートでダウンを奪いパウンドで2RTKO勝ち。2試合連続のパフォーマンス・オブ・ザ・ナイトを受賞した。

## 人物・エピソード
- 同じく総合格闘家でUFCに参戦しているアンソニー・スミスと容姿が似ており、グスコフはザック・パウガ戦でUFC初勝利を挙げた際に同じ階級であるスミスとの対戦を呼びかけている。その後、ライアン・スパン戦に向けたトレーニングキャンプ先のエクストリーム・クートゥアでスミスと出会うと、スパーリング等を行い親交を深めた[5]。

## 戦績
| 総合格闘技 戦績 | 総合格闘技 戦績 | 総合格闘技 戦績 | 総合格闘技 戦績 | 総合格闘技 戦績 | 総合格闘技 戦績 | 総合格闘技 戦績 |
| --------------- | --------------- | --------------- | --------------- | --------------- | --------------- | --------------- |
| 21 試合         | (T)KO           | 一本            | 判定            | その他          | 引き分け        | 無効試合        |
| 18 勝           | 15              | 3               | 0               | 0               | 0               | 0               |
| 3 敗            | 1               | 1               | 1               | 0               | 0               | 0               |

| 勝敗 | 対戦相手                         | 試合結果                             | 大会名                                           | 開催年月日     |
| ○    | ニキータ・クリーロフ             | 1R 4:18 TKO（右ストレート→パウンド） | UFC on ABC 9: Whittaker vs. de Ridder            | 2025年7月26日  |
| ○    | ビリー・エレカナ                 | 2R 3:33 ギロチンチョーク             | UFC 311: Makhachev vs. Moicano                   | 2025年1月18日  |
| ○    | ライアン・スパン                 | 2R 3:16 TKO（右アッパー→パウンド）   | UFC on ESPN 55: Nicolau vs. Perez                | 2024年4月27日  |
| ○    | ザック・パウガ                   | 1R 3:38 KO（スタンドパンチ連打）     | UFC Fight Night: Hermansson vs. Pyfer            | 2024年2月10日  |
| ×    | ヴォルカン・オーズデミア         | 1R 3:46 リアネイキドチョーク         | UFC Fight Night: Gane vs. Spivak                 | 2023年9月2日   |
| ○    | カルロス・エドゥアルド           | 1R 0:25 TKO（右ストレート→パウンド） | MMA Series 64: Dyakonov vs. Solorzano            | 2023年3月18日  |
| ○    | アリレザ・バファエイ             | 1R 0:30 KO（パンチ連打）             | MMA Series 61: Seven Visions                     | 2022年11月28日 |
| ○    | アブドゥル・エルワハブ・サイード | 1R 4:26 TKO（パンチ連打）            | MMA Series 59: Fighters Mansion                  | 2022年11月5日  |
| ○    | ワジム・リトヴィン               | 1R 3:51 TKO（パウンド）              | MPL 1: Mirzamatov vs. Jankovic                   | 2021年10月22日 |
| ×    | ヴィチェスラフ・ワシレフスキー   | 1R 3:01 KO（右ストレート）           | Fight Nights Global: Winter Cup                  | 2020年12月24日 |
| ○    | ヌルラン・トクトバキエフ         | 3R 2:17 TKO（左膝蹴り→パウンド）     | Brave CF 32                                      | 2019年12月14日 |
| ○    | セルゲイ・カリニン               | 1R 1:27 TKO（側頭部への肘打ち連打）  | RCC Intro 4                                      | 2019年5月8日   |
| ○    | コンスタンチン・アンドレイツェフ | 2R 1:17 三角絞め                     | RCC Intro 2                                      | 2018年11月24日 |
| ○    | アリハン・マゴメドフ             | 1R リアネイキドチョーク              | Golden Team Championship 3                       | 2018年3月10日  |
| ○    | タロ・ブラグロ                   | 1R 2:43 KO（パンチ）                 | Legion Fighting Championship: Universal Battle 1 | 2018年2月8日   |
| ○    | イリア・グネンコ                 | 2R 0:31 KO（右フック）               | Fight Nights Global 69                           | 2017年6月30日  |
| ○    | イワン・ルネチュカ               | 1R 0:40 TKO（パンチ連打）            | AFC: Battle of Titans                            | 2017年4月22日  |
| ○    | ドミトリー・ソロビエフ           | 1R 1:08 KO（パンチ連打）             | Zolotoy Vityaz MMA: Golden Knight                | 2016年9月17日  |
| ×    | アルカディー・リシン             | 5分2R終了 判定0-3                    | Tech-Krep FC: Prime Selection 10                 | 2016年8月5日   |
| ○    | アブドゥルハリク・マゴメドフ     | 1R 4:35 KO（右フック→パウンド）      | AFC: Battle of Titans                            | 2016年7月7日   |
| ○    | ビクスルタン・サディルジャノフ   | 1R 1:13 TKO（パンチ連打）            | Zolotoy Vityaz MMA: Golden Knight                | 2016年9月17日  |

## 表彰
- UFC パフォーマンス・オブ・ザ・ナイト（2回）